# Televizní studio Ostrava
Televizní studio Ostrava je ze zákona zřízené regionální studio České televize v Ostravě. Vzniklo na podzim 1955 jako první mimopražské televizní studio Československého rozhlasu a vysílání zahájilo 31. prosince téhož roku silvestrovským programem. Sídlí v centru Moravské Ostravy a ke konci roku 2020 mělo 249 zaměstnanců. Do gesce redakce zpravodajství Televizního studia Ostrava spadají rovněž redakce v Olomouci a v Krnově a jejich pracovníci.
Studio nemá právní subjektivitu. Jeho ředitele však zákon opravňuje činit jménem České televize právní úkony týkající se studia včetně uzavírání smluv, a to s výjimkou nakládání s nemovitým majetkem. Ředitele volí a odvolává Rada České televize na návrh generálního ředitele celé instituce. Od května 2024 je ředitelkou Televizního studia Ostrava Gabriela Lefenda.

## Počátky vysílání
Televizní vysílání pod hlavičkou Československého rozhlasu bylo z malého studia u nového vysílače v Hošťálkovicích zahájeno 31. prosince 1955 v 19.30 sdělením rozhlasové hlasatelky Evy Kunertové: „Dobrý večer, milí přátelé. Vítám vás k prvnímu zkušebnímu vysílání televizní stanice Ostrava. Ano, je to pravda: už i Ostrava má svou televizní stanici. A vy, milí přátelé, jste opravdovými televizními diváky. Trochu nezvyklé, že? Však si časem zvyknete.“ Poté následovalo pásmo krátkých zábavných filmů a vystoupení hudebního klauna, přičemž celé silvestrovské vysílání trvalo do 23.30 hodin a jednotlivé části propojoval slovem herec Lubor Tokoš.
Zpočátku studio vysílalo 2 dny v týdnu (ve středu a v neděli), později se vysílání rozšířilo na 4 dny (v úterý, ve čtvrtek, v sobotu a v neděli). Podmínky ve studiu byly velmi primitivní. Televizní vysílání komplikovalo nedokonalé technické zařízení a poměrně často docházelo k jeho poruchám. Pamětníci vzpomínají, že v hlasatelně díky rozžhaveným reflektorům v průběhu vysílání obvykle panovalo horko i vyšší než 50 °C.
Ostravské studio bylo zpočátku programově zcela nezávislé na pražské televizi, neboť neexistovalo mezi nimi propojení. Retranslační spojení z Prahy do Ostravy bylo zprovozněno teprve k 1. lednu 1957, opačným směrem až v únoru 1958. Propojení všech tří studií, pražského, ostravského a bratislavského, bylo dokončeno v srpnu 1958. Od prosince 1957 spadalo ostravské studio pod nově vzniklou samostatnou Československou televizi.

## Současnost
V současné době studio sídlí v přestavěném Divadle Petra Bezruče v Dvořákově ulici v centru Ostravy. Přestavba na televizní studio byla dokončena na podzim roku 1973. Nové středisko disponuje dvěma studii, režijním komplexem, střihovými i odbavovacími pracovišti a zvukovýrobou. Od roku 2001 se také využívá jedna z bývalých hal Výzkumného uhelného ústavu v Radvanicích, která byla přestavěna na velký natáčecí ateliér o ploše 400 m2. V tomto ateliéru se natáčí zejména zábavné a soutěžní pořady.
Roku 2020 eskaloval problém, jehož kořeny sahají až do roku 1967. Budova ostravského studia částečně stojí na cizích pozemcích, které postupně měnily majitele. Poslední dvě majitelky se rozhodly pozemky prodat obchodníku s nemovitostmi, ale Česká televize mohla uplatnit předkupní právo na pozemek pod budovou a zároveň směnit pozemky okolo tak, aby neztratila přístup do budovy a k jejímu provozu. Rada ČT zprvu s odkupem nesouhlasila a vyvolala krizi odvoláním Dozorčí komise ČT, ale nakonec 18. listopadu 2020, den před vypršením předkupního práva, odsouhlasila směnu pozemků přiléhajících k ostravskému studiu, a nákup pozemku pod budovou vzala na vědomí. Mezi poslanci mediálního výboru Sněmovny přetrvávají pochyby o celé transakci, protože prodejci pozemků jsou dvě ženy, z nichž jedna má adresu v poušti na Floridě a druhá na policejním inspektorátu v Paříži.
V současnosti ve studiu vzniká přibližně 20% podíl regionální produkce vysílání ČT. Vzniká zde zpravodajství z regionů severní i střední Moravy a Slezska. Vyráběné dokumenty a publicistické pořady tvoří podstatnou součást vysílacího schématu. V žánru dramatické tvorby pak vznikají seriály, pohádky, televizní i distribuční filmy. Studio také pořizuje záznamy představení regionálních divadel i záznamy koncertů a významných kulturních událostí. Další výrazný podíl na televizním programu mají zábavné a hudební pořady, stejně jako pořady pro děti a mládež.“

## Seznam ředitelů
Seznam ředitelů Televizního studia Ostrava:
- Vítězslav Mokroš (1. ledna 1958 – 31. prosince 1960: vedoucí krajské redakce, 1. ledna 1960 – 31. května 1960: ředitel krajské stanice)
- Karel Dittler (1. června 1961 – 31. ledna 1971)
- Jaroslav Vondra (1. dubna 1971 – 30. června 1972)
- Evžen Saidok (1. července 1972 – 31. prosince 1989)
- Otakar Kosek (1. ledna 1990 – 30. června 1990)
- Jiří Necid (1. července 1990 – 30. září 1991)
- Miloslav Petronec (15. ledna 1992 – 28. února 2002)
- Ilja Racek ml. (1. března 2002 – 9. ledna 2013)
- Tomáš Šiřina (1. června 2013 – 29. února 2020)
- Miroslav Karas (16. března 2020 – 31. března 2024)
- Gabriela Lefenda (od 6. května 2024)[5]